# ソクソン県
ソクソン県（ソクソンけん、ベトナム語：Huyện Sóc Sơn / 縣朔山）は、ベトナム社会主義共和国の首都ハノイ市に存在する行政区。

## 行政
ソクソン県は以下の行政単位に区分される。
- ソクソン市鎮（Sóc Sơn / 朔山）
- バクフー社（Bắc Phú / 北富）
- バクソン社（Bắc Sơn / 北山）
- ドンスアン社（Đông Xuân / 東春）
- ドゥクホア社（Đức Hòa / 德和）
- ヒエンニン社（Hiền Ninh / 賢寧）
- ホンキ社（Hồng Kỳ / 紅旗）
- キムルー社（Kim Lũ / 金縷）
- マイディン社（Mai Đình / 枚亭）
- ミンフー社（Minh Phú / 明富）
- ミンチー社（Minh Trí / 明治）
- ナムソン社（Nam Sơn / 南山）
- フークオン社（Phú Cường / 富強）
- フーミン社（Phú Minh / 富明）
- フリン社（Phù Linh / 符靈）
- フロー社（Phù Lỗ / 扶魯）
- クアンティエン社（Quang Tiến / 光進）
- タンザン社（Tân Dân / 新民）
- タンフン社（Tân Hưng / 新興）
- タンミン社（Tân Minh / 新明）
- タインスアン社（Thanh Xuân / 青春）
- ティエンドゥオク社（Tiên Dược / 仙藥）
- チュンザー社（Trung Giã / 中野）
- ヴィエトロン社（Việt Long / 越隆）
- スアンザン社（Xuân Giang / 春江）
- スアントゥー社（Xuân Thu / 春秋）

## 交通
- ノイバイ国際空港